# Asarcus nigriconspersus
Asarcus nigriconspersus is een hooiwagen uit de familie Gonyleptidae. De wetenschappelijke naam van Asarcus nigriconspersus gaat terug op B. A. Soares & H. E. M. Soares.